# Krąg (przystanek kolejowy)
Krąg – nieczynny przystanek kolejowy w Kręgu. Stacja położona jest we wschodniej części miejscowości.

## Historia
Linia kolejowa łącząca Starogard Gdański ze Skarszewami powstała w 1905 roku jako skrót pomiędzy Starogardem Gdańskim a Skarszewami, Kościerzyną, Kartuzami i Bytowem.
Po II Wojnie Światowej ruch został wznowiony dopiero w 1948 roku.
W listopadzie 1989 roku zawieszono ruch pasażerski przez Krąg, W 1991 roku zawieszono również przewozy towarowe. Przyczyniło się to do fizycznej likwidacji linii.

## Pociągi
Ruch pociągów osobowych został wstrzymany w 1989 roku. Ruch pociągów towarowych wstrzymano w 1991 roku.

## Infrastruktura
Dworzec w Kręgu jest obecnie zamieszkany. Jest to niewielki, ceglany budynek kryty papą, jego część jest w fatalnym stanie technicznym. Perony nie zachowały się.